# Crise Final
Crise Final (Final Crisis, no idioma original) é um grande crossover de história em quadrinhos da editora norte-americana DC Comics, publicada entre julho de 2008 e janeiro de 2009. Foi planejada para ser o final de duas outras grandes sagas: Crise nas Infinitas Terras (a destruição do Multiverso) e Crise Infinita (a reconstrução de 52 universos). O autor é Grant Morrison e foi publicada em sete edições, de 24 páginas cada. No Brasil, a Editora Panini iniciou a publicação em julho de 2009. "Muitos heróis vão morrer e muitos voltar", disse Morrison à época do lançamento.

## História da publicação
Crise Final surgiu de várias ideias que Grant Morrison teve quando retornou à DC Comics em 2003. Morrison disse: "Eu apresentei a ideia de um grande evento crossover chamado Hypercrisis, que não aconteceu por várias razões. Alguns dos conceitos de Hypercrisis foram para Seven Soldiers, alguns entraram em All Star Superman, alguns em 52 e alguns deles encontraram um lar em Crise Final".
O lançamento da saga foi precedido da série Countdown, iniciada em 2007, que posteriomente foi renomeada para Countdown to Final Crisis. A série foi criticada devido complicadas conexões com as séries regulares mensais dos heróis.
Poucos meses antes do lançamento, Morrison declarou: "É o apocalipse, basicamente. O dia do julgamento final para o Universo DC". Também afirmou que não seria um reboot, como Crise nas Infinitas Terras. "Algumas coisas podem sair dali para mudar o universo, mas não é um reboot e não serve para consertar gafes de continuidade. É uma história sobre personagens."

## Enredo

### A Crise
A premissa da história é definida como o dia em que o mal venceu o bem. Durante toda a trama é citada uma batalha desconhecida para os humanos, quando os deuses bons (referência ao povo de Nova Gênese) e os maus (povo de Apokolipis) combateram. E o mal triunfou. Essa vitória porém, causou uma destruição quase completa dos Novos Deuses, que tiveram que se fundir a Equação Anti-Vida e reencarnarem em corpos humanos.

### Equação Anti-Vida
Os eventos que precedem a Crise Final aludem à destruição da Muralha e a partida da Fonte, além de diversos eventos ocorridos na Terra simultaneamente. Ao fim de uma dura batalha com Orion, Darkseid teria matado seu filho como uma bala radioativa, mas não antes deste destruir seu corpo físico. Sem chances de sobreviver sozinho, Darkseid se une à Equação Anti-Vida e vai para Terra atuando através de um intermediário conhecido como Libra. É formado o "Dark Side Club" para reunir inimigos da Liga da Justiça e impedir que o atrapalhassem.

### Vitória do Mal
Uma Lanterna Verde Alfa (responsáveis pelo monitoramento dos demais Lanternas Verdes) acaba sob controle de Darkseid e arma para que Hal Jordan leve a culpa pela morte de Orion. Hal é detido pela desconfiança que permanece desde que foi controlado por Parallax e é levado ao tribunal de Oa para ser julgado.
Batman descobre sobre a Lanterna Alfa que imediatamente o sequestra e o leva para Darkseid. Uma explosão em Metrópolis quase causa a morte de Lois Lane e obriga o Superman a permanecer ao lado dela para impedir que faleça. Pouco depois, ele é levado para o futuro da Legião dos Super-Heróis. O Caçador de Marte é sequestrado por Libra e em seguida morto. A Mulher Maravilha é tomada pela Equação Anti-Vida e se torna uma das Fúrias Femininas de Darkseid. Assim, todos os grandes membros da Liga da Justiça caem enquanto Darkseid toma o corpo do detetive Dan Turpin. Outros heróis poderosos também são afastados, como o Espectro que é separado de seu hospedeiro humano e aprisionado e humilhado por Caim (Vandal Savage).
Durante todo o tempo a Equação Anti-Vida torna humanos servos de Darkseid. Ela é exposta como uma equação matemática: Desespero + solidão + alienação + medo - autoestima = zombaria / condenação / equívoco, além de sempre se falar que todos devem obedecer. E que tudo é uma manifestação de Darkseid, o mundo todo fica sob controle do Novo Deus maligno durante esse tempo.

### O Final
Batman durante todo o tempo que permaneceu preso ficou em um lugar de onde não poderia fugir, submetido a um projeto que tinha a intenção de cloná-lo. Darkseid pretendia criar um exército de Batmans, mas os clones não eram capazes de suportar todo o estresse do herói, surpreendendo os cientistas de Darkseid que não entenderam como ele suportava. Ao fim, consegue converter o programa que clonava suas memórias a ajudá-lo e acorda, partindo para derrotar Darkseid.  Batman conta ao vilão que guardara a bala que matou Orion e a dispara contra Darkseid ferindo-o mortalmente. Mas no mesmo momento é atingido pelo Raio Omega de Darkseid. Superman retorna do futuro após lidar com Superboy Prime e se depara com o mundo em caos. Ele chora a morte de Batman e parte em fúria contra Darkseid. Descobre que o vilão estava no corpo de Turpin enquanto Darkseid lhe afirma saber que sua morte estava próxima. Pretendia ganhar tempo para matar Superman, sabendo que ele nunca machucaria inocentes como Turpin ou as pessoas que controlava. Mas antes de ferir o herói, os Flashs aparecem e direcionam o Corredor Negro (encarnação da Morte) até Darkseid que é enfim levado por ele.
Após isso Superman recria uma máquina que viu no futuro da Legião (a "Máquina dos Milagres"), um tipo de caixa materna que o herói usa para acabar com os planos de Darkseid. A série se encerra com a criação do Quinto Mundo, lugar onde os Novos Deuses bons renascem.

## Críticas
Apesar do nome, Crise Final tem pouca ligação com as demais crises. A saga é tida como um grande tributo a Jack Kirby, e parece ser uma versão para o "Grande Desastre" citado nas histórias de Kamandi.
A série também sofreu duras críticas dos fãs devido a dificuldade de compreensão da história. O principal motivo é o grande numero de histórias paralelas que confundem muito a trama como o da Legião de Três Mundos que é a ponte entre Superman Beyond e o final da crise, mas que acaba gerando mais confusão na história.
E algumas histórias entram em contradição, como a morte dos Novos Deuses que se passaria antes da Crise e que teve a participação do Superman. Mas durante toda a Crise o herói não demonstra saber que os deuses de Nova Gênesis foram mortos até Orion aparecer morto em Metrópolis.
Morrison afirmou que para entender a história deveria se ler apenas o que ele escreveu. Ainda assim a narrativa é complexa e necessita muita atenção para ser compreendida, além de um conhecimento prévio do Universo DC que a maioria das mega-sagas anteriores não exigia.
O principal fato para se permitir as contradições era que o Reboot da DC ocorreria logo em seguida. Mas como a saga não recebeu a atenção esperada pela editora, foi adiado até Flashpoint.